# Mehmet Hetemaj
Mehmet Hetemaj (* 8. prosince 1987 Srbica, SFR Jugoslávie) je finský fotbalový obránce či defensivní záložník a reprezentant Finska kosovského původu, který hraje v italském klubu UC AlbinoLeffe.
Jeho starším bratrem je fotbalista Përparim Hetemaj.

## Klubová kariéra
Hetemaj se narodil ve městě Srbica v Jugoslávii (dnešní Skënderaj na území Kosova). Ve Finsku hrál nejprve za HJK Helsinki, s nímž vyhrál v roce 2006 finský fotbalový pohár. V roce 2007 hostoval ve FC Viikingit.
Poté odešel do zahraničí, kde hrál postupně za řecké kluby Panionios GSS a Thrasyvoulos FC (zde hostoval), italský UC AlbinoLeffe a Reggina Calcio (hostování). V roce 2014 odešel hostovat zpět do Finska do FC Honka.

## Reprezentační kariéra
Mehmet Hetemaj působil ve finském reprezentačním výběru v kategorii do 21 let. Zúčastnil se společně se svým bratrem Mistrovství Evropy hráčů do 21 let 2009 ve Švédsku, kde mladí Finové skončili bez bodu na posledním čtvrtém místě základní skupiny B.
V A-mužstvu Finska debutoval (opět se svým bratrem Përparimem) v přátelském utkání s Japonskem, které se odehrálo 4. února 2009 v Tokiu (prohra Finska 1:5). Mehmet se dostal na hrací plochu ve druhém poločase.